# Khao Kradong Stadium
Das Khao Kradong Stadium (Thai สนามกีฬาเขากระโดง) ist ein Mehrzweckstadion in Buriram in der Provinz Buriram, Thailand. Es wird derzeit hauptsächlich für Fußballspiele genutzt und ist das Heimstadion der zweiten Mannschaft des thailändischen Fußballmeisters Buriram United. Die Saison 2010 und 2011 spielte die erste Mannschaft von Buriram United in dem Stadion. Das Stadion hat ein Fassungsvermögen von 14.000 Zuschauern.
Eigentümer und Betreiber des Stadions ist die Buriram Municipality.

## Nutzer des Stadions
| Verein               | Zeitraum der Nutzung |
| -------------------- | -------------------- |
| FC Buriram PEA       | 2010 bis 2011        |
| Buriram United – U23 | 2018 bis heute       |